# ジェナ・オヘア
ジェナ・オヘア（Jenna O'Hea、1987年6月6日 - ）は、オーストラリアの女子プロバスケットボール選手である。ビクトリア州トララルゴン出身。ポジションはガード/フォワード。

## 経歴
Caulfield Grammar School卒業。
「オーストラリア国立スポーツ研究所」からWNBLのダンデノング・レンジャーズへ進む。
2007年、ベンディゴ・スピリットへ移籍。
2008年、初の海外としてフランスリーグのアラスに移籍して1シーズンプレー。
帰国後はBulleen Boomersへ移籍した後、2011年、古巣ダンデノング復帰。

### WNBA
2011年、WNBAのロサンゼルス・スパークスと契約し、3シーズンプレー。2014年、シアトル・ストームへ移籍。

## ナショナルチーム
2007年、北京オリンピックを目指すオーストラリア代表候補に選ばれた。しかし、代表デビューは2009年まで待つことになった。
2010年世界選手権に出場。
ロンドンオリンピックで銅メダルを獲得。